# Alan G. Marshall
Alan George Marshall (* 26. Mai 1944 in Bluffton (Ohio)) ist ein US-amerikanischer Chemiker und Miterfinder der FT-ICR-Massenspektrometrie (FT-ICR-MS).

## Leben und Wirken
Alan G. Marshall wurde in Bluffton (Ohio) geboren und studierte bis 1965 Chemie an der Northwestern University. Er promovierte 1970 bei John D. Baldeschwieler an der Stanford University mit der Arbeit I. Quadrupolar nuclear magnetic relaxation in the presence of chemical exchange: study of the active site of [alpha]-chymotrypsin. II. A unified theory of ion cyclotron resonance absorption lineshapes. Im Jahr 1974 entwickelte Marshall zusammen mit Melvin B. Comisarow an der University of British Columbia ein Fourier-Transform-Massenspektrometer (FT-ICR-MS). Inspiriert waren sie dabei von den Methoden der Fourier-Transformations-Kernspinresonanzspektroskopie (FT-NMR) und der Ionenzyklotronresonanz (ICR). Marshall entwickelte die Technik ab 1980 an der Ohio State University und ab 1993 an der Florida State University weiter. Er lebt in Tallahassee und ist dort auch Direktor am National High Magnetic Field Laboratory.

## Ehrungen
- Alfred P. Sloan Research Fellow (1976)
- Frank H. Field and Joe L. Franklin Award der American Chemical Society (1995)[4]
- Distinguished Contribution Award der American Society for Mass Spectrometry (1999)
- Thomson Medal der International Mass Spectrometry Foundation (2000)
- Chemical Pioneer Award des American Institute of Chemists (2007)
- William H. Nichols Medal der New York Section der American Chemical Society (2012)
- Pittsburgh Analytical Chemistry Award der Society for Analytical Chemists of Pittsburgh (2012)
- Mitglied der American Academy of Arts and Sciences (2013)[5]